# Juan Alfonso de Haro
Juan Alfonso de Haro (m. Agoncillo, 1334), noble castellano  y señor de los Cameros, era hijo de Juan Alfonso de Haro, señor de los Cameros, y de Constanza Alfonso de Meneses. Caballero de la Orden de la Banda, fundada en 1332, fue ejecutado en 1334 en Agoncillo por orden de Alfonso XI, rey de Castilla y León.

## Orígenes familiares
Hijo de Juan Alfonso de Haro, señor de los Cameros, y de Constanza Alfonso de Meneses, era nieto por parte paterna de Alfonso López de Haro y de María Álvarez, señora de los Cameros. Sus abuelos maternos fueron Alfonso Téllez de Meneses y su primera esposa María Yáñez de Limia.  

## Biografía
Se desconoce su fecha de nacimiento. Como señor de los Cameros durante los reinados de Fernando IV y de Alfonso XI de Castilla fue uno de los principales ricoshombres que intervino activamente en la política del reino.
En 1299 derrotó en una batalla y posteriormente capturó a Juan Núñez de Lara, señor de Lara y negoció después su liberación con el infante Enrique de Castilla el Senador y después, con la reina María de Molina, tutora de su hijo Fernando IV durante su minoría de edad. En 1304 el rey Fernando IV confiscó las tierras de Diego López V de Haro y de Juan Alfonso de Haro, y las repartió entre los ricoshombres, cuando tuvo conocimiento de que ambos conspiraban contra él, aliados con Fernando Rodríguez de Castro, señor de Lemos y Sarria, y casado con Violante Sánchez de Castilla, hermanastra de Fernando IV. A pesar de ello, ambos magnates no se sublevaron contra el rey. En enero de 1305 se reunieron en Guadalajara el rey, María de Molina, el infante Juan de Castilla, Don Juan Manuel, Juan Núñez de Lara, Diego López V de Haro y Juan Alfonso de Haro. El rey solicitó de nuevo a Diego López V de Haro, apoyado por Juan Alfonso de Haro, pariente suyo, que devolviese el señorío de Vizcaya a María Díaz de Haro, esposa del infante Juan, a lo que no accedió el señor de Vizcaya, Diego López V de Haro.
En 1311 Fernando IV planeó asesinar al infante Juan en la ciudad de Burgos, en enero de 1311, para vengarse de ese modo por la deserción del infante del cerco de Algeciras y, al mismo tiempo, para someter a la nobleza, que volvía a rebelarse contra el poder de la Corona. Sin embargo, la reina María de Molina avisó al infante Juan de los propósitos de su hijo y el infante pudo ponerse a salvo. Los partidarios y vasallos del infante Juan, temiendo al rey, se aprestaron a defenderle, entre ellos Sancho de Castilla el de la Paz, primo del rey y Juan Alfonso de Haro. En vista de la situación, Fernando IV, que no deseaba una rebelión abierta de los partidarios del infante Juan, además de querer dedicarse en exclusiva a la guerra contra el reino de Granada, envió a la reina María de Molina a conferenciar con el infante y sus hijos, además de con Don Juan Manuel, en Villamuriel de Campos. Alcanzado un acuerdo, que incomodó a la reina Constanza de Portugal, esposa de Fernando IV, y a Juan Núñez de Lara, el rey se entrevistó con el infante Juan en Grijota. Durante la minoría de edad de Alfonso XI, y también durante su reinado, apoyó a los magnates del reino, entre los que se encontraba Don Juan Manuel y Juan Núñez III de Lara, en muchas de sus sublevaciones contra la Corona. En 1332 fue nombrado por el rey Alfonso XI caballero de la Orden de la Banda, fundada por el soberano en ese mismo año. 
En 1334 se inició una rebelión general contra Alfonso XI, encabezada por numerosos magnates del reino, entre los que se encontraba Juan Alfonso de Haro. Encontrándose el rey en Burgos, le entregaron unas cartas, escritas por Juan Alfonso de Haro, en las que éste instaba a Don Juan Manuel y a Juan Núñez de Lara a que hiciesen la guerra a Alfonso XI, devastando sus tierras. Cuando el rey tuvo conocimiento de esto, partió hacia Logroño, yendo después a Agoncillo, donde se encontraba Juan Alfonso de Haro. Allí, el soberano acusó a Juan Alfonso de Haro de cometer traición contra él, enviando cartas a Don Juan Manuel y a Juan Núñez de Lara IV en las que les instaba a la rebelión, de haberse apoderado de los caudales que el rey le había entregado para que acudiese con sus mesnadas al cerco de Gibraltar, sin haberlo hecho, así como de haber atacado las tierras del rey. Por todo ello, el rey le mandó degollar, ejecutándose la sentencia en el mismo lugar.
Después de su ajusticiamiento, Alfonso XI entregó a sus hermanos, Alvar Díaz de Haro y Alfonso Téllez de los Cameros, el señorío de los Cameros, al tiempo que todas las otras posesiones y castillos que había poseído el ajusticiado eran confiscadas por el rey.